# Średniak (Góry Kamienne)
Średniak (niem. Mittelberg lub Hegewald, cz. Obírka, 782 m n.p.m.) – wzniesienie w Sudetach Środkowych, w Górach Kamiennych, w zachodniej części pasma Gór Suchych.

## Położenie
Średniak położony jest na południe od miejscowości Sokołowsko, na południowy wschód od Garbatki. Przez wierzchołek przechodzi granica państwowa z Czechami. Odchodzi od niego boczny grzbiet ku północy, w kierunku Sokołowska.
Średniak zbudowany jest z permskich porfirów (trachitów) i tufów porfirowych (ryolitowych), należących do północnego skrzydła niecki śródsudeckiej.
Wzniesienie porośnięte jest lasem świerkowym (monokultury świerkowe) i bukowo-świerkowym regla dolnego. Czeska, południowa część wzniesienia znajduje się w Obszarze Chronionego Krajobrazu Broumovsko.

## Turystyka
Przez szczyt przechodzi szlak turystyczny:
- zielony – szlak graniczny prowadzący wzdłuż granicy z Tłumaczowa do Przełęczy Okraj